# Jan František Josef Ryvola
Jan František Josef Ryvola, (uváděn též jako Rivola, 11. února 1649 Polná – 22. července 1734 Hrádek u Znojma) byl český barokní jazykovědec, překladatel, spisovatel, purista a lexikograf.

## Život a dílo

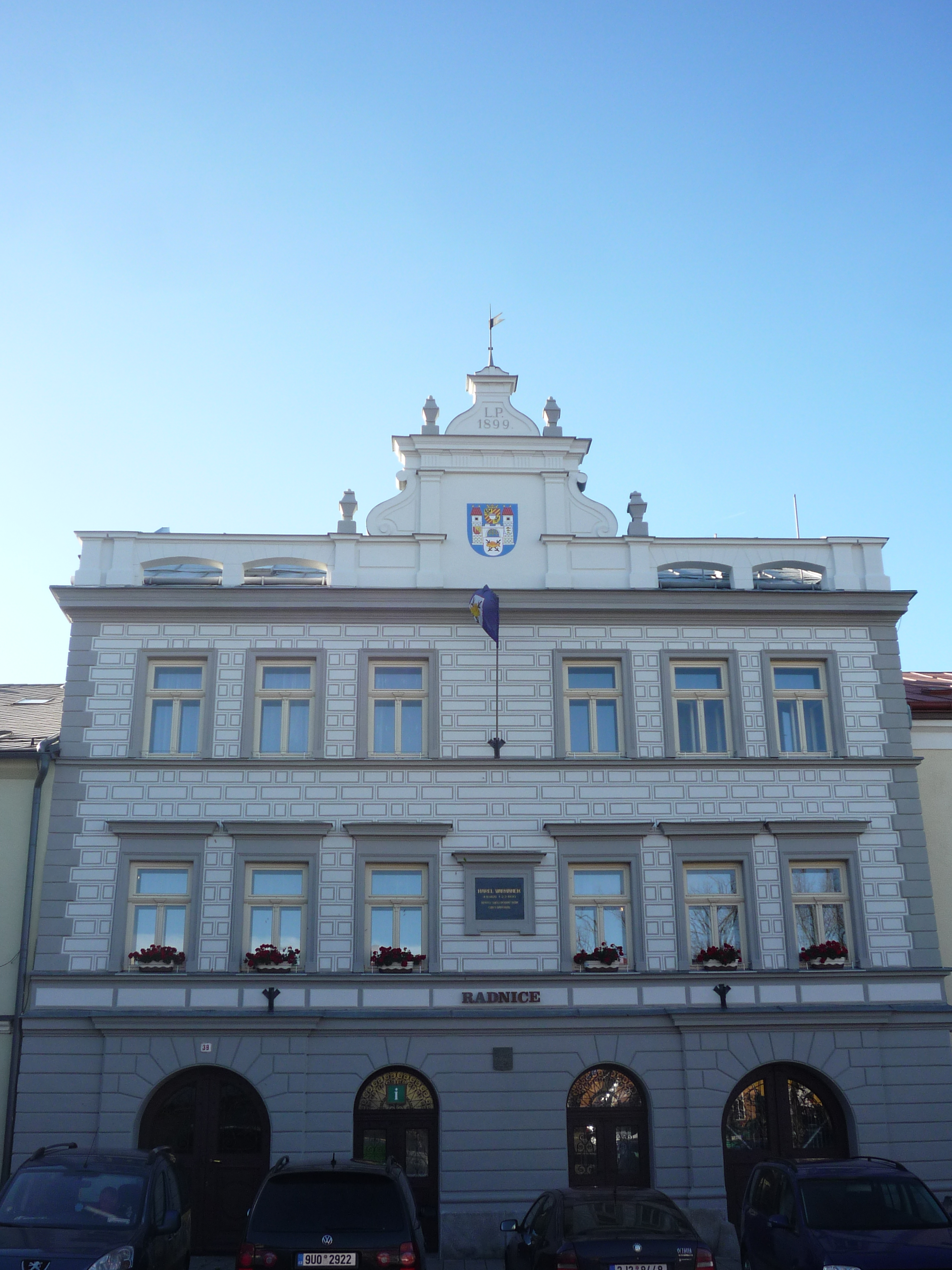
Radnice v Polné z roku 1899 postavená na místě Ryvolova rodného domu, Husovo náměstí

Narodil se v Polné, v domě č. XX na náměstí, jako syn místního mydláře. Na místě jeho rodného domu byla postavena nová budova městské radnice. Rozhodl se vydat na duchovní dráhu. Stal se členem řádu Křižovníků s červenou hvězdou, později působil jako komendátor v Mostě. V letech 1699 až 1701 působil jako probošt v Chlumu Sv. Máří, roku 1708 se stal proboštem kláštera v Hrádku nedaleko Znojma, kde působil až do své smrti.

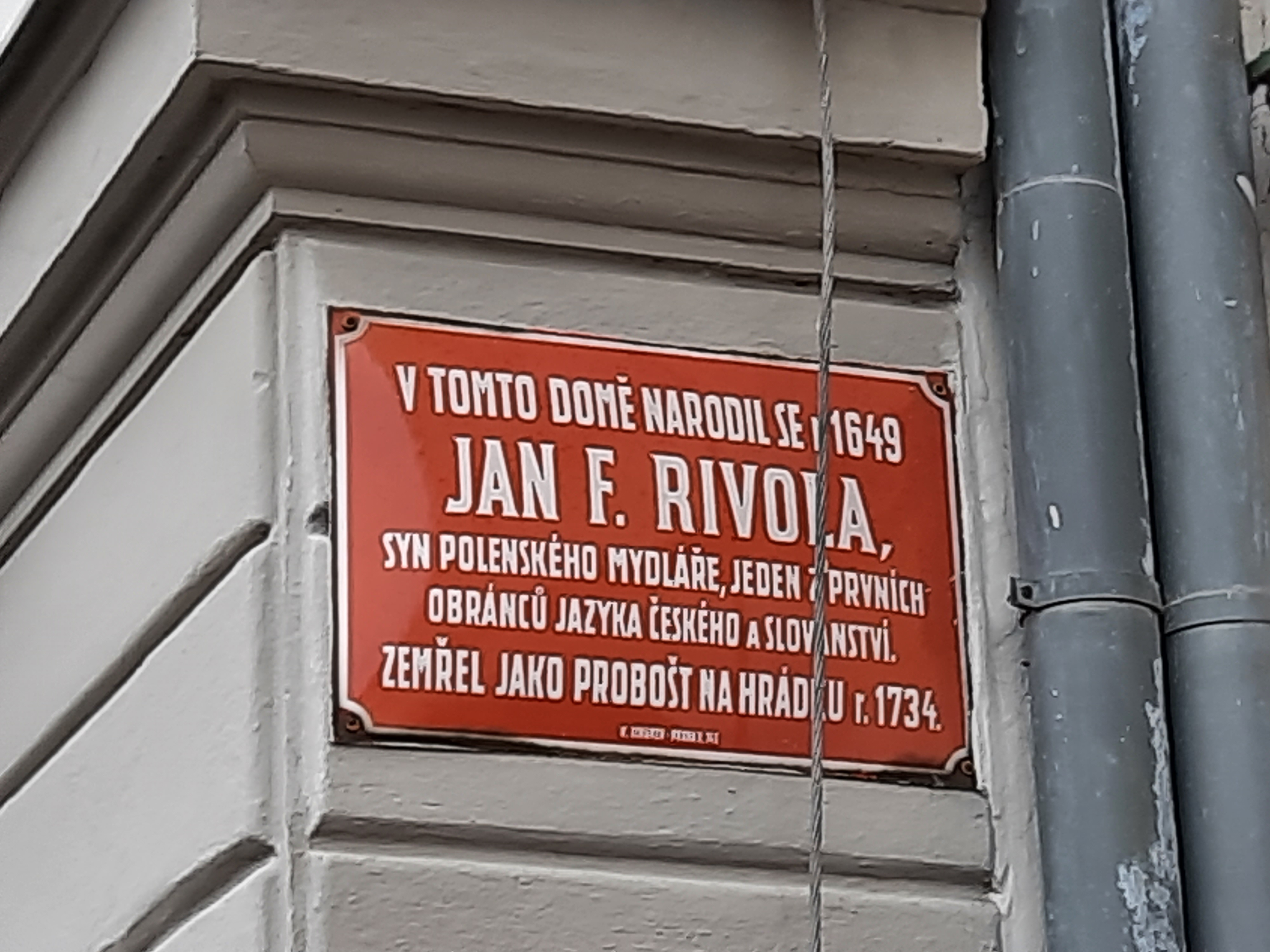
Deska na místě rodného domu, Husovo náměstí, Polná

V prostředí silné germanizace a rekatolizace se Ryvola stal spolu se svými vrstevníky Bohuslavem Balbínem, Pešinou a Janem Františkem Beckovským, rovněž křížovníkem, jedním z raných obhájců českého jazyka a slovanské jazykové kultury. Zaváděl a sloužil bohoslužby v češtině, pro nevzdělané venkovské věřící plně srozumitelné. Byl autorem řady kratších i delších prozaických děl. V letech 1704 až 1731 pracoval na své trilogii Diaria, ve které zachytil vztah prostých lidí a německé šlechty. Roku 1705 vydal malý český slovník s titulem Slovář český, kde navrhl také několik lexikálních novotvarů jakožto náhrad za germanismy (například výraz zeleno-chrupka jako náhradu za slovo salát). V lexikální práci byl ovlivněn spisy Václava Jana Rosy.
Zemřel na Hradišti svatého Hypolita u Znojma 22. července 1734 ve věku 85 let.

## Dílo
- Slovář český (1705)
- Diaria (trilogie, 1708–1731)